# Cell (czasopismo)
Cell (ang. komórka) – recenzowane czasopismo naukowe,  publikujące prace z dziedziny biologii doświadczalnej. Główne dziedziny biologii reprezentowane w czasopiśmie to m.in. biologia molekularna, genetyka, biologia strukturalna, biologia komórki, biochemia, rozwój, neurobiologia oraz immunologia.
Czasopismo zostało założone w 1974 roku przez Benjamina Lewina i jest od tego czasu wydawane jako dwutygodnik przez wydawnictwo Cell Press, oddział Elseviera, mieszczące się w Cambridge w USA. Czasopismo publikowane jest w języku angielskim.
W 2014 roku impact factor czasopisma "Cell" wyniósł 32,242, co klasyfikowało je na 1. miejscu w kategorii biochemia i biologia molekularna i na 2. w kategorii biologia komórki. Według serwisu ScienceWatch, na podstawie danych z lat 1999–2004, czasopismo ze średnią liczbą 72 zacytowań na pracę, zajmowało trzecie miejsce (po "Nature" i "Science") w kategorii biologia molekularna i genetyka.
Wszystkie opublikowane w "Cell" artykuły są dostępne w formie elektronicznej (pliki PDF) na stronie internetowej czasopisma, jak i poprzez system ScienceDirect. Dodatkowo, od stycznia 1996 roku artykuły dostępne są także w wersji HTML. Materiały, poczynając od numeru ze stycznia 1995 roku, starsze niż dwanaście miesięcy są dostępne bezpłatnie.